# Şahin Diniyev
Şahin Diniyev (in russo Шахин Хадакерим оглы Диниев?, Šachin Chadakerim og'y Diniev; 12 agosto 1966) è un allenatore di calcio ed ex calciatore azero, fino al 1992 sovietico, di ruolo centrocampista.

## Carriera

### Club
Dopo aver giocato nella seconda e terza serie del campionato sovietico, gioca con il Terek Groznyj di Groznyj nella seconda serie dell'appena nato campionato russo per poi trasferirsi in Israele e chiudere la carriera nel campionato azero.

### Nazionale
Ha giocato con la Nazionale azera dal 1992 al 1996, disputando 16 partite, senza alcuna rete all'attivo. Ha esordito in nazionale il 17 settembre 1992, nella gara che ha segnato il primo storico incontro dell'Azerbaigian la Georgia

### Allenatore
Ha esordito come capo allenatore sulla panchina del Terek Groznyj, all'epoca al primo anno tra i professionisti. Subito dopo per tre stagioni è stato allenatore del Qarabağ.
Dopo una stagione al Kəpəz, ha guidato la nazionale azera alle Qualificazioni al campionato europeo di calcio 2008: ha esordito sulla panchina azera il 28 febbraio 2006, in amichevole  contro l'Ucraina. Il 17 ottobre 2007, dopo la clamorosa sconfitta interna contro la Serbia e con la squadra ultima nel proprio girone è stato sollevato dall'incarico.
Al termine della stagione 2009 ha guidato il Terek Groznyj, portandolo alla salvezza, ma già a gennaio 2010 ha rescisso il contratto. Nella stagione 2013–2014 ha guidato il Fərid Bakı, mentre tra il 2015 e il 2017 è tornato a guidare il Kəpəz.